# Lasioderma redtenbacheri
Lasioderma redtenbacheri é uma espécie de insetos coleópteros polífagos pertencente à família Anobiidae.
A autoridade científica da espécie é Bach, tendo sido descrita no ano de 1852.
Trata-se de uma espécie presente no território português.